# Гігантуровидні
Гігантуровидні (Giganturoidei) — підряд костистих риб ряду авлопоподібних (Aulopiformes). Ці риби мають зовсім особливий зовнішній вигляд. Гігантуровидні цікаві, спрямованими вперед у вигляді двох труб бінокля, телескопічними очима, широкою зубастою пащею, сильно подовженими променями у нижній частині хвостового плавця. Вирахувано, що костисті риби можуть розрізняти денне світло до глибини 1150 м. Це якраз та глибина, біля якої, мабуть, тримаються гігантури. Володіючи бінокулярним зором, вони можуть бачити здобич при такому слабкому освітленні, при якому інші риби її погано бачать.

## Класифікація
Група включає 2 родини, що містять по два види кожна:
- Батизаврові (Bathysauridae)
- Гігантурові (Giganturidae)